# René Redzepi
René Redzepi (* 16. prosince 1977 Kodaň) je dánský šéfkuchař a autor kuchařských knih, tvůrce konceptu nové severské kuchyně (Det nye nordiske køkken).
Jeho otec pochází z komunity makedonských Albánců a matka je Dánka. Má bratra-dvojče jménem Kenneth. Narodil se v Kodani, avšak vyrůstal v Tetovu, odkud se jeho rodina po rozpadu Jugoslávie přestěhovala do Dánska.
V patnácti letech odešel ze školy a začal se učit kuchařem. Pracoval v kodaňských michelinských restauracích Pierre André a Kong Hans Kælder, v Le Jardin des Sens v Montpelieru, The French Laundry v Yountville a El Bulli v Roses. V roce 2004 se stal šéfkuchařem v restauraci Noma, kterou v Christianshavnu založil Claus Meyer. Název restaurace vznikl zkrácením výrazu „nordisk mad“ (severské jídlo). Noma byla vyhlášena nejlepší světovou restaurací podle britského časopisu Restaurant v letech 2010, 2011, 2012, 2014 a 2021 a získala tři michelinské hvězdičky. Po poklesu tržeb způsobeném pandemií covidu-19 plánoval Redzepi ukončení provozu restaurace Noma, později oznámil, že na jaře 2025 uzavře provoz v Kodani a přestěhuje jej do Kjóta.
Redzepi se podílel na programu Severské rady ministrů, jehož cílem byla propagace skandinávského životního stylu pomocí zážitkové gastronomie. Jako šéfkuchař vychází z postupů molekulární gastronomie, klade důraz na udržitelnost a používání čerstvých lokálních surovin. Využívá i netradiční suroviny jako hmyz. Vydal knihu The Noma Guide to Fermentation zaměřenou na fermentované potraviny.
V roce 2012 byl zařazen na seznam sto nejvlivnějších osob podle časopisu Time. Vystupoval v pořadu MasterChef, vytvořil vlastní televizní show Všežravec a objevil se i v cameo roli v americkém seriálu Medvěd. Byl mu udělen Řád Dannebrog. Je ženatý a má tři děti. 